# Szamárkák

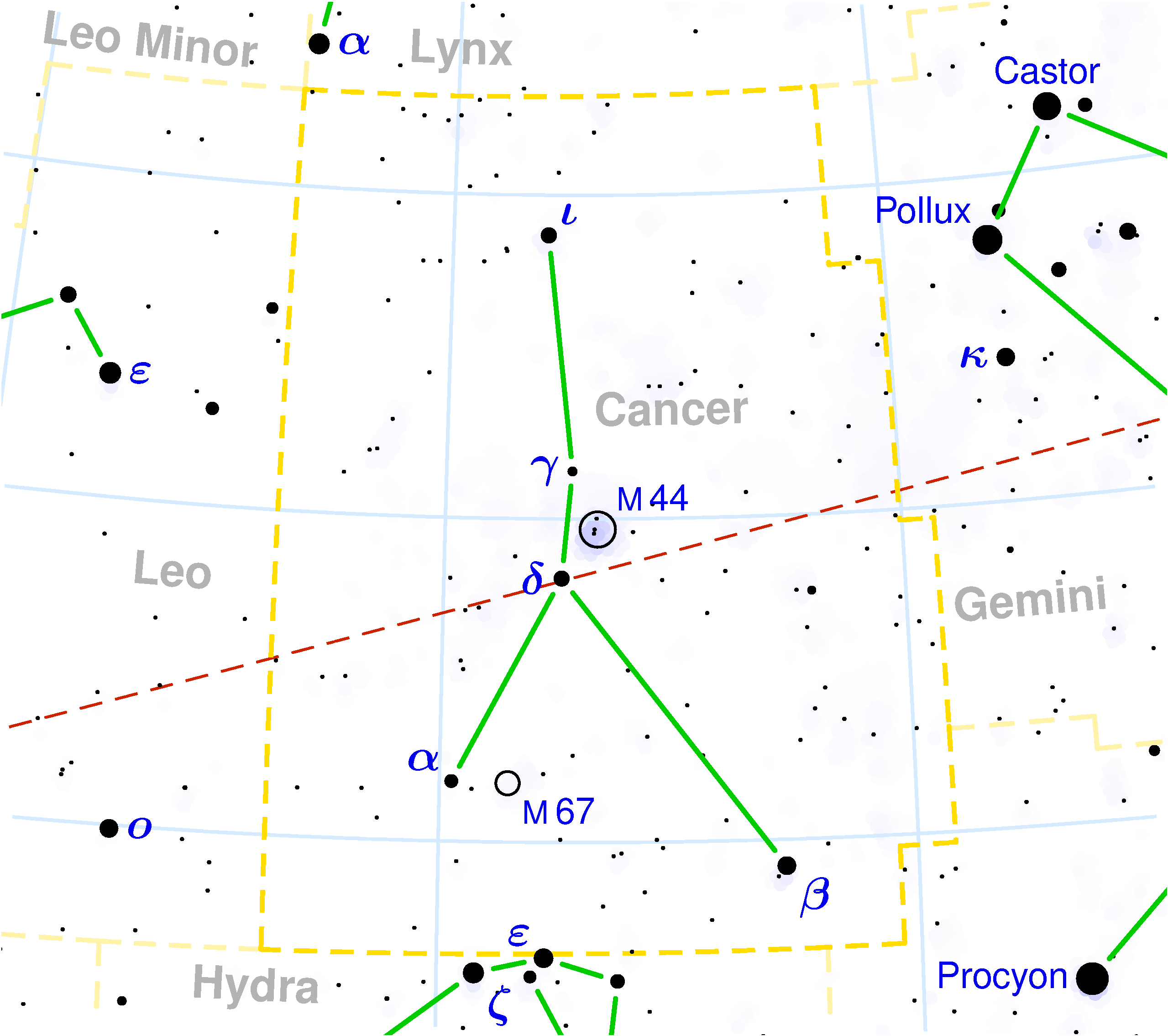
A Rák csillagkép
(A piros szaggatott vonal a Föld pályasíkjának égi vetületét jelzi.
Itt nincs jelentősége.)

A Szamárkák a Rák (Cancer) csillagkép delta és gamma jelzésű csillagai a magyar hiedelemvilágban. Bödők Zsigmond  gyűjtése szerint Jászol és szamárkák (a Rák többi csillagával együtt).
Tavasszal látható.
Mivel a két csillag latin neve Asellus Borealis (γ Cancri) és Asellus Australis (δ Cancri), azaz Északi és Déli Szamár, ezért valószínűleg az oktatásból illetve a nyugati asztrológiából kerülhetett a népi hiedelemvilágba.
Kozma Judit gyűjtése szerint a két csillagból álló alakzatot Rókacsillagnak is nevezik.

## Megjegyzés
1. ↑  Kozma ... 149. o.